# Grande Prêmio do Japão de 1988
Resultados do Grande Prêmio do Japão de Fórmula 1 realizado em Suzuka em 30 de outubro de 1988. Décima quinta etapa do campeonato, foi vencido pelo brasileiro Ayrton Senna, que subiu ao pódio junto a Alain Prost numa dobradinha da McLaren-Honda, com Thierry Boutsen em terceiro pela Benetton-Ford. Neste dia, Ayrton Senna sagrou-se campeão mundial pela primeira vez e a Honda conseguiu um resultado inédito em seu país.

## Resumo

### Ayrton Senna contra Alain Prost
"É uma honra correr ao lado de um campeão como Alain Prost", disse Ayrton Senna ao ser anunciado como piloto da McLaren em 4 de setembro de 1987. Contratado por três anos, o brasileiro chegava ao time britânico para competir junto a Alain Prost, que retribuiu a gentilezaː "É uma honra correr ao lado de um talento como Ayrton Senna", disse o francês. Aproveitando a ocasião, Ron Dennis celebrou o acordo com a Honda, nova fornecedora de motores para os bólidos de Woking, não hesitando em afirmar que a McLaren era a melhor equipe do mundo e teria também o melhor motor e os melhores pilotos.
Alain Prost estreou na Fórmula 1 pela McLaren no Grande Prêmio da Argentina de 1980 e depois passou alguns anos na Renault até retornar ao time britânico no Grande Prêmio do Brasil de 1984, onde estreou Ayrton Senna, então piloto da Toleman. Estendendo o recorte temporal até o fim de 1987 surgem dois perfis distintosː Alain Prost tinha 121 corridas disputadas e detinha o recorde de vitórias na Fórmula 1 com 28 triunfos, além de 16 pole positions, números que o fazem bicampeão mundial. Com 62 corridas disputadas até então, Ayrton Senna obteve seis vitórias e dezesseis poles ao volante da Lotus, onde correu três temporadas. Armando Botelho, empresário de Ayrton Senna, afirmou que os novos pilotos da McLaren teriam "igualdade de condições", mas os números pesavam a favor de Alain Prost.
O ano de 1988 começou mal para Ayrton Senna, cuja McLaren foi desclassificada no Grande Prêmio do Brasil e sua vitória em San Marino antecedeu ao erro crasso em Mônaco, quando estava 55 segundos à frente dos rivais antes de bater e ficar pelo caminho, deixando a impressão de que ele seria apenas um "coadjuvante promissor" ao longo do ano. Alain Prost, ao contrário, venceu no Brasil, Mônaco e México liderando o campeonato com 33 dos 36 pontos em disputa (92% de aproveitamento) enquanto Ayrton Senna era o terceiro com 15 pontos. Encurralado, Senna ensaiou uma reação ao ganhar no Canadá e em Detroit, mas as glórias na América Anglo-Saxônica não impediram um triunfo de Alain Prost na França, mantendo o bicampeão no topo com 54 pontos ante os 39 de seu antagonista.
O brasileiro reverteu o placar ao vencer quatro corridas consecutivas, sendo que nelas Alain Prost abandonou a etapa da Grã-Bretanha e foi o segundo colocado na Alemanha, Hungria e Bélgica. Ayrton Senna assumiu a liderança do certame com 75 pontos contra os 72 de Alain Prost. Números à parte, Senna contava com sete vitórias e precisaria de outras duas para chegar ao título. Prost, com quatro vitórias, chegou a reconhecer, em declarações à imprensa, o título de seu adversário em 1988 e durante a cerimônia do pódio em Spa-Francorchamps cumprimentou-o com um "Parabéns, campeãoǃ".
Em posição excepcional para confirmar o título, Senna viu Prost abandonar o Grande Prêmio da Itália, contudo o brasileiro errou de forma xucra e jogou fora a vitória numa tentativa de ultrapassagem sobre a Williams do retardatário Jean-Louis Schlesser a duas voltas para o fim da corrida. Com isso, Senna terminou fora da zona de pontuação enquanto a Ferrari fez uma dobradinha com Gerhard Berger e Michele Alboreto. Veio o Grande Prêmio de Portugal e nele Ayrton Senna espremeu Alain Prost no muro durante a largada, o que não impediu a vitória do francês enquanto seu "inimigo íntimo" arrastou-se para terminar em sexto. Resignado, Senna queixou-se de erros na leitura do consumo de combustível, impedindo-o de acelerar plenamente. Prost, por sua vez, retomou a liderança do campeonato com 81 pontos, cinco à frente do rival. Na Espanha o cenário foi o mesmo, pois Senna terminou em quarto lugar quase sem gasolina enquanto Prost venceu e chegou aos 84 pontos, mantendo cinco de vantagem em relação a Senna.
Correr na Península Ibérica renovou as chances de título para Alain Prost, pois mesmo considerando a regra dos descartes, o francês chegará a 90 pontos caso ganhe no Japão e na Austrália e mesmo que Ayrton Senna termine em segundo nessas etapas, não somará mais que 87 pontos válidos. Por outro lado, uma vitória em solo japonês decidirá o campeonato em favor do brasileiro, independente do que seu oponente fizer. "Não quero desperdiçar esta chance", admitiu Senna.

### Os canhões de Stewart
Nove dias antes do Grande Prêmio do Japão, Jackie Stewart concedeu uma entrevista ao Jornal do Brasil onde fez críticas a Ayrton Senna. Citando como exemplo a manobra do brasileiro sobre Alain Prost no Grande Prêmio de Portugal, ele declarouː "Para ser um verdadeiro campeão não basta ter talento e dedicação, como Senna tem. É preciso ter também um senso ético e uma humanidade que ele não tem". Em sua fala, o tricampeão criticou as mudanças repentinas de trajetória que Senna faz para defender-se dos rivais. "A ética é importante em tudo, nos negócios, no esporte e na vida. Mas numa pista de corrida ganha peso maior porque sua ausência pode levar a acidentes, mortes. Os grandes nomes do automobilismo não faziam isso".
Jackie Stewart reconheceu que Prost fechou o brasileiro em Portugal antes de Senna revidar, mas disse que a atitude do francês "não teve a mesma extensão de gravidade". Neste instante, o nome de Alain Prost surgiu como um exemplo de "piloto limpo" enquanto as atitudes de Ayrton Senna servem apenas como mau exemplo a ser replicado nas categorias de base. Declarando-se admirador do brasileiro por sua habilidade e dedicação, Stewart apontou a maior fragilidade do mesmo. "Ele ainda não é mentalmente tão talentoso quanto é fisicamente. Atitudes como a de Portugal, o erro que cometeu em Mônaco e o mau julgamento de Monza demonstram isso. Senna é o piloto mais rápido do momento e está lutando também para ser também o melhor, mas esses escorregões abriram a porta para Prost na disputa do título. E se você abre a porta para alguém como Prost, está procurando sarna para se coçar".

### Treinos dominados pelo Japão
Suzuka tornou-se o ambiente perfeito para encerrar a maledicência que permeou a Fórmula 1 nos países ibéricos, a começar pela insinuação implícita de boicote a Ayrton Senna a fim de trazer a decisão do mundial para o Japão. "Afirmo, categoricamente, que não creio em sabotagem", declarou o brasileiro no início de outubro antes de enaltecer a competência e o profissionalismo da McLaren e relembrar seus vínculos com a Honda, empresa pela qual tem admiração e respeito. Aliás, o presidente da montadora nipônica, Tadashi Kume, garantiu a Jean-Marie Balestre, presidente da FISA, que a "polêmica dos motores" não tem razão de ser, afinal a Honda sempre agiu corretamente oferecendo o mesmo tipo de motor a todos os seus pilotos.
Alain Prost foi mais rápido que Ayrton Senna nos treinos livres de sexta-feira pela manhã, situação revertida horas mais tarde quando o brasileiro assinalou o melhor tempo e pôs sua McLaren adiante da Ferrari de Gerhard Berger, com Prost em terceiro e Nigel Mansell em quarto com a Williams, melhor carro aspirado do treino. As condições da pista melhoraram no dia seguinte a ponto de vinte e quatro dos vinte e seis pilotos habilitados para a corrida melhorarem seus tempos assinalados na véspera e os resultados foram óbvios, pois a McLaren detinha a primeira fila com Senna na pole position tendo Prost ao seu lado. Houve alguma surpresa a seguir, pois ao lado da Ferrari de Gerhard Berger estava a March de Ivan Capelli, mas os brios da Honda foram às alturas quando a Lotus colocou Nelson Piquet em quinto e Satoru Nakajima em sexto, pois os carros amarelos de Hethel (sede da equipe) eram clientes da montadora japonesa. Em vigésimo lugar classificou-se o estreante Aguri Suzuki, da Larrousse (sob o chassis Lola), contratado para substituir Yannick Dalmas, vítima de uma legionelose.

### Prova difícil, vitória decisiva
"Foi uma mistura de erro meu com uma sensibilidade excessiva da embreagem", explicou Ayrton Senna ao descrever porque seu motor falhou na hora da largada. Enquanto Alain Prost disparava na frente, restou ao brasileiro torcer para que sua McLaren não fosse abalroada em meio aos carros que passavam por ele em alta velocidade. Quando pôs-se em movimento, estava em décimo sexto lugar, mas logo na primeira volta o aprumo de seu equipamento permitiu-lhe chegar ao oitavo posto sendo que, no giro seguinte já estava em sexto ao superar a Williams de Riccardo Patrese e a Benetton de Alessandro Nanini. Quatro voltas após a má largada, Senna estava em quarto após suplantar a outra Benetton de Thierry Boutsen e a Ferrari de Michele Alboreto, quase tocando roda com o italiano na freada da chicane.
O avanço de Senna até o quarto lugar chamou a atenção de quem via a corrida, mas não eclipsou o surpreendente desempenho de Ivan Capelli. Na sexta volta o italiano era o segundo colocado adiante de Gerhard Berger e não apenas issoː o piloto acelerou sua March e cravou a volta mais rápida mais de uma vez e em seu fulgor alcançou Alain Prost em plena reta dos boxes ultrapassando-o pelo lado de fora da pista na décima sexta volta assumindo a liderança, mas Prost deu o troco quase imediatamente. Enquanto isso, Senna aproveitou a chuva fina que caía em Suzuka e chegou ao terceiro lugar após superar Berger, o quinto, e Boutsen, o quarto. Na volta vinte o brasileiro tornou-se o vice-líder da prova em virtude do abandono de Ivan Capelli. "Como é que ia pegar o Prost, que tinha pista livre pela frente, com um carro igual?", questionou o brasileiro em entrevista ao final da porfia.
Quando estava na pista, Ivan Capelli fez a melhor volta na décima primeira passagem, mas o repetir ao feito com a Zakspeed no giro seguinte, o alemão Bernd Schneider (que abandonaria a corrida poudo depois devido a uma dor crônica no cotovelo) marcou um tempo quatro segundos mais lento por causa da chuva. Senna e Prost também diminuíram o ritmo, mas o brasileiro o fez em escala menor, sendo que, durante as voltas seguintes a diferença entre eles caiu de segundo e meio para alguns décimos de segundo. Ciente da igualdade de equipamento em relação ao rival e dos riscos de correr sobre o asfalto escorregadio, Senna aproveitou a hesitação de Prost em ultrapassar os retardatários Andrea de Cesaris (Rial) e Maurício Gugelmin (March) na chicane, colou no rival, pegou o vácuo e emparelhou com o francês na reta. Neste instante o bicampeão mundial tentou espremer seu antagonista de modo a forçar um recuo, mas Senna manteve-se entre a pista e a área de escape para consumar a ultrapassagem na altura da saída dos boxes quando eram decorridas vinte e oito voltas. Uma manobra tão ousada agradou às 120 mil pessoas no Circuito de Suzuka e também quem assistia pela televisão, mas Senna quase rodou na curva seguinte ao feito.
Já não chovia quando Ayrton Senna tomou a liderança, porém o cuidado fazia-se necessário. No decurso da vigésima quinta volta o britânico Nigel Mansell vinha em décimo segundo quando sua Williams atingiu a Lotus de Nelson Piquet. Naquele instante o tricampeão estava em vigésimo lugar e nenhum deles teve a largada que imaginavaː o "leão" trocou o bico do carro ao bater na Arrows de Derek Warwick enquanto Piquet largou mal e caiu para décimo segundo. Mesmo subindo paulatinamente para sétimo, derrapou e sofreu novo revés antes de Mansell atingi-lo. O brasileiro abandonaria na volta trinta e quatro por indisposição gástrica e estomacal. "Não aguentava mais as náuseas, dores e tonteira", afirmou Piquet. Ao todo, nove pilotos abandonaram a disputa.
Ayrton Senna, Alain Prost e Thierry Boutsen firmaram-se nas melhores posições, todavia a presença dos retardatários fez cair a diferença entre os carros da McLaren, sobretudo as peripécias de Satoru Nakajima. Eufórico, ele bloqueou os bólidos de Woking por quase uma volta faltando dez giros para o final. Naquela altura, a McLaren informava erroneamente a Senna quanto ao número de voltas para o fim da prova, sinalizando um consumo anormal de combustível, falha prontamente corrigida. Um eventual conta-ataque de Alain Prost caiu por terra quando começou a chover na volta quarenta e cinco. Temendo errar, Ayrton Senna redobrou os cuidados e venceu a corrida treze segundos na frente de Alain Prost em mais uma dobradinha da McLaren, com a Benetton de Thierry Boutsen em terceiro. Mais de um minuto atrás do vencedor, Gerhard Berger (Ferrari), Alessandro Nannini (com a outra Benetton) e Riccardo Patrese (Williams) completaram a zona de pontuação. Em sétimo cruzou a Lotus de Satoru Nakajima, melhor resultado de um piloto japonês em casa até aquele instante.

### Ayrton Senna campeão
Em 1963 Jim Clark, piloto da Lotus, estabeleceu o recorde de sete vitórias num mesmo campeonato de Fórmula 1, marca igualada por Alain Prost ao volante da McLaren em 1984 e agora quebrada pelas oito vitórias de Ayrton Senna, mas esta não foi a principal notícia do dia, pois graças ao resultado do Grande Prêmio do Japão, Ayrton Senna conquistou seu primeiro título mundial, o sexto de pilotos brasileiros na Fórmula 1. Ciente de sua conquista, o piloto ergueu os dois braços ao cruzar a linha de chegada, socando o ar em sinal de alegria e esmurrando o próprio capacete como que emulando os tambores da vitória. Visivelmente emocionado, o brasileiro teve seus méritos reconhecidos pelos demais competidores, dos quais Alain Prost foi o mais enfáticoː "Ayrton Senna merece ser o campeão do mundo". Finda a cerimônia de premiação, Ron Dennis levou Ayrton Senna à presença de Soichiro Honda. Reunidos pelo destino, piloto e industrial abraçaram-se efusivamente vivendo um momento cuja importância foi reconhecida pela História.

## Classificação

### Pré-classificação
| Pos. | N.º | Piloto            | Construtor    | Tempo    | Dif.    |
| ---- | --- | ----------------- | ------------- | -------- | ------- |
| 1    | 36  | Alex Caffi        | Dallara-Ford  | 1:49.099 | —       |
| 2    | 21  | Nicola Larini     | Osella        | 1:50.288 | + 1.189 |
| 3    | 32  | Oscar Larrauri    | EuroBrun-Ford | 1:50.942 | + 1.843 |
| 4    | 33  | Stefano Modena    | EuroBrun-Ford | 1:51.141 | + 2.042 |
| DNPQ | 31  | Gabriele Tarquini | Coloni-Ford   | 1:52.234 | + 3.135 |

### Treinos classificatórios
| Pos.    | N.º | Piloto             | Construtor      | Q1       | Q2       | Grid    |
| ------- | --- | ------------------ | --------------- | -------- | -------- | ------- |
| 1       | 12  | Ayrton Senna       | McLaren-Honda   | 1:42.157 | 1:41.853 | —       |
| 2       | 11  | Alain Prost        | McLaren-Honda   | 1:43.806 | 1:42.177 | + 0.324 |
| 3       | 28  | Gerhard Berger     | Ferrari         | 1:43.548 | 1:43.353 | + 1.500 |
| 4       | 16  | Ivan Capelli       | March-Judd      | 1:44.583 | 1:43.605 | + 1.752 |
| 5       | 1   | Nelson Piquet      | Lotus-Honda     | 1:45.171 | 1:43.693 | + 1.840 |
| 6       | 2   | Satoru Nakajima    | Lotus-Honda     | 1:45.156 | 1:43.693 | + 1.840 |
| 7       | 17  | Derek Warwick      | Arrows-Megatron | 1:46.915 | 1:43.816 | + 1.963 |
| 8       | 5   | Nigel Mansell      | Williams-Judd   | 1:44.448 | 1:43.893 | + 2.040 |
| 9       | 27  | Michele Alboreto   | Ferrari         | 1:44.909 | 1:43.972 | + 2.119 |
| 10      | 20  | Thierry Boutsen    | Benetton-Ford   | 1:44.882 | 1:44.499 | + 2.686 |
| 11      | 6   | Riccardo Patrese   | Williams-Judd   | 1:45.510 | 1:44.555 | + 2.702 |
| 12      | 19  | Alessandro Nannini | Benetton-Ford   | 1:45.047 | 1:44.611 | + 2.758 |
| 13      | 15  | Maurício Gugelmin  | March-Judd      | 1:45.138 | 1:45.156 | + 3.285 |
| 14      | 22  | Andrea de Cesaris  | Rial-Ford       | 1:48.393 | 1:45.558 | + 3.705 |
| 15      | 18  | Eddie Cheever      | Arrows-Megatron | 1:45.845 | 1:46.189 | + 3.992 |
| 16      | 3   | Jonathan Palmer    | Tyrrell-Ford    | 1:47.828 | 1:45.916 | + 4.063 |
| 17      | 23  | Pierluigi Martini  | Minardi-Ford    | 1:47.638 | 1:46.449 | + 4.596 |
| 18      | 14  | Philippe Streiff   | AGS-Ford        | 1:47.583 | 1:46.486 | + 4.633 |
| 19      | 30  | Philippe Alliot    | Lola-Ford       | 1:47.057 | 1:46.521 | + 4.668 |
| 20      | 29  | Aguri Suzuki       | Lola-Ford       | 1:48.448 | 1:46.920 | + 5.067 |
| 21      | 36  | Alex Caffi         | Dallara-Ford    | 1:47.813 | 1:46.982 | + 5.129 |
| 22      | 24  | Luis Pérez-Sala    | Minardi-Ford    | 1:48.769 | 1:47.134 | + 5.281 |
| 23      | 25  | René Arnoux        | Ligier-Judd     | 1:49.165 | 1:47.193 | + 5.340 |
| 24      | 21  | Nicola Larini      | Osella          | 1:48.706 | 1:47.547 | + 5.694 |
| 25      | 10  | Bernd Schneider    | Zakspeed        | 1:49.897 | 1:47.599 | + 5.746 |
| 26      | 4   | Julian Bailey      | Tyrrell-Ford    | 1:49.420 | 1:48.589 | + 6.736 |
| DNQ     | 26  | Stefan Johansson   | Ligier-Judd     | 1:49.127 | 1:48.716 | + 6.863 |
| DNQ     | 32  | Oscar Larrauri     | EuroBrun-Ford   | 1:50.224 | 1:49.265 | + 7.412 |
| DNQ     | 9   | Piercarlo Ghinzani | Zakspeed        | 1:49.706 | 1:50.550 | + 7.853 |
| DNQ     | 33  | Stefano Modena     | EuroBrun-Ford   | 1:49.812 | 1:50.047 | + 7.959 |
| Fontes: |     |                    |                 |          |          |         |

### Corrida
| Pos.    | N.º | Piloto             | Construtor      | Voltas | Tempo/Diferença   | Grid | Pontos |
| ------- | --- | ------------------ | --------------- | ------ | ----------------- | ---- | ------ |
| 1       | 12  | Ayrton Senna       | McLaren-Honda   | 51     | 1:33:26.173       | 1    | 9      |
| 2       | 11  | Alain Prost        | McLaren-Honda   | 51     | + 13.363          | 2    | 6      |
| 3       | 20  | Thierry Boutsen    | Benetton-Ford   | 51     | + 36.109          | 10   | 4      |
| 4       | 28  | Gerhard Berger     | Ferrari         | 51     | + 1:26.714        | 3    | 3      |
| 5       | 19  | Alessandro Nannini | Benetton-Ford   | 51     | + 1:30.603        | 12   | 2      |
| 6       | 6   | Riccardo Patrese   | Williams-Judd   | 51     | + 1:37.615        | 11   | 1      |
| 7       | 2   | Satoru Nakajima    | Lotus-Honda     | 50     | + 1 volta         | 6    |        |
| 8       | 14  | Philippe Streiff   | AGS-Ford        | 50     | + 1 volta         | 18   |        |
| 9       | 30  | Philippe Alliot    | Lola-Ford       | 50     | + 1 volta         | 19   |        |
| 10      | 15  | Maurício Gugelmin  | March-Judd      | 50     | + 1 volta         | 13   |        |
| 11      | 27  | Michele Alboreto   | Ferrari         | 50     | + 1 volta         | 9    |        |
| 12      | 3   | Jonathan Palmer    | Tyrrell-Ford    | 50     | + 1 volta         | 16   |        |
| 13      | 23  | Pierluigi Martini  | Minardi-Ford    | 49     | + 2 voltas        | 17   |        |
| 14      | 4   | Julian Bailey      | Tyrrell-Ford    | 49     | + 2 voltas        | 26   |        |
| 15      | 24  | Luis Pérez-Sala    | Minardi-Ford    | 49     | + 2 voltas        | 22   |        |
| 16      | 29  | Aguri Suzuki       | Lola-Ford       | 48     | + 3 voltas        | 20   |        |
| 17      | 25  | René Arnoux        | Ligier-Judd     | 48     | + 3 voltas        | 23   |        |
| Ret     | 22  | Andrea de Cesaris  | Rial-Ford       | 36     | Superaquecimento  | 14   |        |
| Ret     | 18  | Eddie Cheever      | Arrows-Megatron | 35     | Ignição           | 15   |        |
| Ret     | 21  | Nicola Larini      | Osella          | 34     | Freios            | 24   |        |
| Ret     | 1   | Nelson Piquet      | Lotus-Honda     | 34     | Piloto indisposto | 5    |        |
| Ret     | 5   | Nigel Mansell      | Williams-Judd   | 24     | Colisão           | 8    |        |
| Ret     | 36  | Alex Caffi         | Dallara-Ford    | 22     | Rodou             | 21   |        |
| Ret     | 16  | Ivan Capelli       | March-Judd      | 19     | Pane elétrica     | 4    |        |
| Ret     | 17  | Derek Warwick      | Arrows-Megatron | 16     | Rodou             | 7    |        |
| Ret     | 10  | Bernd Schneider    | Zakspeed        | 14     | Epicondilite      | 25   |        |
| DNQ     | 26  | Stefan Johansson   | Ligier-Judd     |        |                   |      |        |
| DNQ     | 32  | Oscar Larrauri     | EuroBrun-Ford   |        |                   |      |        |
| DNQ     | 9   | Piercarlo Ghinzani | Zakspeed        |        |                   |      |        |
| DNQ     | 33  | Stefano Modena     | EuroBrun-Ford   |        |                   |      |        |
| DNPQ    | 31  | Gabriele Tarquini  | Coloni-Ford     |        |                   |      |        |
| Fontes: |     |                    |                 |        |                   |      |        |

## Tabela do campeonato após a corrida
| Pos.    | Piloto           | Pontos |
| ------- | ---------------- | ------ |
| 1       | Ayrton Senna     | 87     |
| 2       | Alain Prost      | 84     |
| 3       | Gerhard Berger   | 41     |
| 4       | Thierry Boutsen  | 29     |
| 5       | Michele Alboreto | 24     |
| Fontes: |                  |        |

| Pos.    | Equipe          | Pontos |
| ------- | --------------- | ------ |
| 1       | McLaren-Honda   | 184    |
| 2       | Ferrari         | 65     |
| 3       | Benetton-Ford   | 44     |
| 4       | Arrows-Megatron | 20     |
| 5       | March-Judd      | 19     |
| Fontes: |                 |        |

- Nota: Somente as primeiras cinco posições estão listadas e os campeões da temporada surgem grafados em negrito. Entre 1981 e 1990 cada piloto podia computar onze resultados válidos por temporada não havendo descartes no mundial de construtores.